# Paulopriit Voolaine
Paulopriit Voolaine/Paul Friedrich Pedmanson (Tooste, 9 de octubre de 1899- Tartu, 17 de octubre de 1985) fue un archivero, bibliotecario, lingüista y etnógrafo estonio, conocido por su labor con el idioma seto y sus estudios por las comunidades rurales en el Báltico.

## Biografía
Nació en una aldea de Räpina donde realizó sus primeros estudios.  En 1918 y 1919 luchó en la Guerra de Independencia de Estonia y después estudió medicina en la Universidad de Tartu (1919-20),  más tarde estonio y otras lenguas ugrofinesas. En 1922, el profesor Lauri Kettu lo premió por su trabajo sobre el livonio, "Liivi keele kvantiteedi suhted eksperimentaalfoneetika valgusel".
Con Ernst Puusepa tradujo al seto los cuatro evangelios del Nuevo Testamento publicados en un volumen en 1926 con el título de "Mii' Issändä Jeesusõ Kristusõ pühä Evangeelium: Matteusõ, Markusõ, Luukasõ ja Johannõsõ kirotõt", y mientras preparaba un libro de lectura seto, escribió un libro sobre folclore tradicional que no llegó a publicar, "Kuningas Seto".
En 1927 conoció a la barda Anne Vabarna, con quien trabajó en una gran obra compilatoria épica, Peko, que no se publicó hasta 1995.
De 1928 a 1929 trabajó como instructor en la escuela dominical de Setomaa y de 1933 a 1945 en los archivos del departamento de idiomas de la Universidad de Tartu y de 1945 a 1960 como bibliotecario de esta misma universidad.

## Obra
- Mii' Issändä Jeesusõ Kristusõ pühä Evangeelium : Matteusõ, Markusõ, Luukasõ ja Johannõsõ kirotõt, 1926
- "Setu lauluema Vabarna Anne "Peko (Pekolanõ)"", 1928
- "Setu lauluema Vabarna Anne "Peko laulu" II osa", 1930
- Maajumala poig, 1933